# Betula pubescens
Betula pubescens é uma espécie de bétula da família Betulaceae, nativa e abundante no norte da Europa, Islândia, norte da Ásia e também na Groelândia. é uma espécie de árvore caducifólia, nativa e abundante em todo o norte da Europa e norte da Ásia, crescendo mais ao norte do que qualquer outra árvore de folha larga. Está intimamente relacionada e muitas vezes confundida com a bétula prateada (B. pendula), mas cresce em locais mais úmidos, com solos mais pesados e drenagem mais pobre; árvores menores também podem ser confundidas com a bétula-anã (B. nana).
São reconhecidas seis variedades e hibridiza-se com as bétulas prateadas e anãs. Várias cultivares foram desenvolvidas, mas muitas não estão mais em cultivo. A larva da mariposa outonal (Epirrita autumnata) alimenta-se da folhagem e, em alguns anos, grandes áreas de floresta de bétula podem ser desfolhadas por este inseto. Muitos fungos estão associados à árvore e certos fungos patogênicos são os agentes causais da doença de morte de bétula.

A árvore é uma espécie pioneira, colonizando facilmente terras desmatadas, mas mais tarde sendo substituída por espécies mais altas e de vida mais longa. A casca pode ser arrancada sem matar a árvore e a casca e a madeira é usada para torniquete e na fabricação de compensados, móveis, prateleiras, caixões, fósforos, brinquedos e pisos de madeira. A casca interna é comestível e foi moída e usada na panificação em tempos de fome. A seiva crescente na primavera pode ser usada para fazer bebidas refrescantes, vinhos, cervejas e licores e várias partes da árvore têm sido usadas na medicina herbal.